# 三分子日軍射擊場

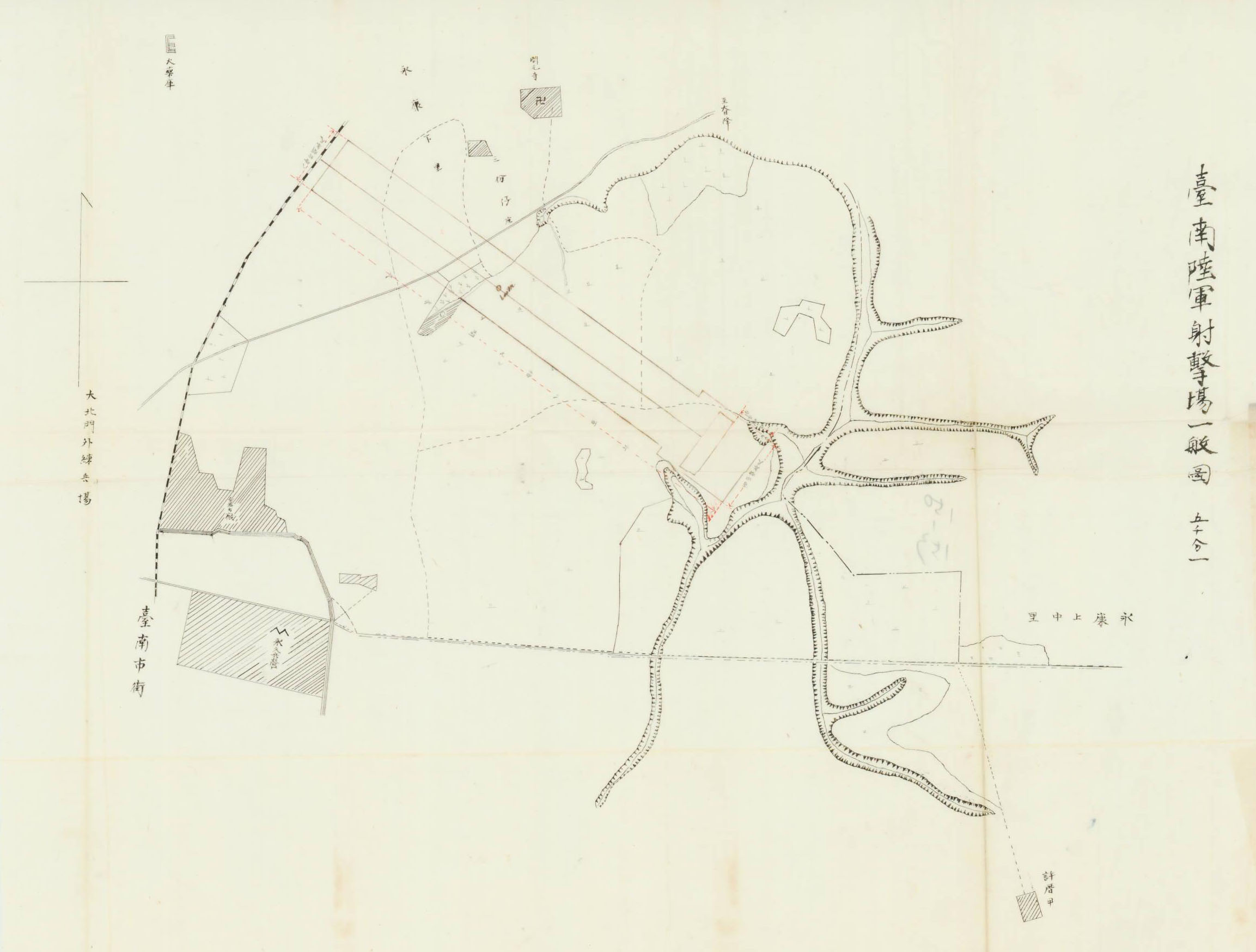
三分子日軍射擊場計畫圖

三分子日軍射擊場，或稱台南陸軍射擊場，為台南市北區在日治時期存在的一個軍事設施，作為日本陸軍射擊練習場，興建於1907年，呈西北—東南向，長約1.2公里。靶溝位於自強新村和慈光十三村之間，2006年，因眷村拆除而被發現。在當地居民提報後，2008年，將三分子日軍射擊場遺址登錄為考古遺址。之後陸續於附近挖掘調查，再發現了延伸的靶溝遺構及清代三合土，2018年，將原三分子日軍射擊場靶溝遺構登錄為歷史建築。其出土紅磚、三合土構造物、瓦片、碗片、子彈等物品。
戰後雖然在射擊場上方，興建眷村和學校，但仍可從街道走向大致看出射擊場的位置。目前部分眷村已蓋建成國宅大樓，其餘空地也計畫興建大樓，而臺南美國學校原址計畫做為開元轉運站。

## 設置沿革
日軍在台南的射擊場，最早在1897年設置於台灣府城大東門外的竹篙厝（可見於台灣堡圖，今 忠孝國中附近），由於場地狹小，需興建新的射擊場。原計畫設置大南門外，但因墳墓遷移困難，後來選則設置在三分子。此地位於柴頭港溪西側，地勢較高，在清代即為駐軍練武處，俗稱「旗兵山」，射擊場設置後，改稱為「打靶山」。

## 二戰後使用
- 1945年，由國民政府接收，此地持續作為射擊場使用。
- 1949年，國民政府遷臺後，為安置大量人口，逐漸在射擊場上興建眷村。
- 1951年，因應韓戰爆發，大批美軍及相關人員進駐。
- 1955年，在開元路興建臺南美國學校（Jonathan M. Wanwright High School）。
- 1976年，臺南美國學校關校。
- 1970年代，挖射擊場東南側末端的土，建設中山高速公路[4]。
- 1981年，興建慈光十三村，為射擊場上的最後一批眷村。
- 2003年，開元路北側眷村拆除，改建為長榮新城。
- 2018年，靶溝因連日大雨而積水，導致部分遺構崩壞[5]。

| 名稱         | 興建年代              | 現況                              |
| ------------ | --------------------- | --------------------------------- |
| 光復新村     | 1953年                | 原地改建為長榮新城國宅 2003年完工 |
| 樂群新村     | 1960年                | 原地改建為長榮新城國宅 2003年完工 |
| 富台新村     | 1953年創建 1978年改建 | 原地改建為長榮新城國宅 2003年完工 |
| 台南美國學校 | 1955年                | 僅存部分圍牆                      |
| 自強新村     | 1959年                | 2007年拆除                        |
| 果貿二村     | 1959年                | 原地改建為果貿二村國宅 1996年完工 |
| 自治新村     | 1951年                | 2006年拆除                        |
| 慈光十三村   | 1981年                | 2009年拆除                        |